# Lekebergs kommun
Lekebergs kommun är en kommun i Örebro län i landskapet Närke.  Centralort är Fjugesta.

## Administrativ historik
Kommunens område motsvarar socknarna Edsberg, Hackvad, Hidinge, Knista, Kräcklinge, Kvistbro och Tångeråsa. I dessa socknar bildades vid kommunreformen 1862 landskommuner med motsvarande namn. 
Den 23 mars 1906 inrättades Fjugesta municipalsamhälle i Knista landskommun.
Vid kommunreformen 1952  bildades tre "storkommuner" i området: Lekeberg (av de tidigare kommunerna Edsberg, Hackvad, Hidinge, Knista och Kräcklinge), Svartå (av Kvistbro, Nysund och Skagershult) samt Viby (av  Tångeråsa och Viby).
Vid utgången av 1962 upplöstes Fjugesta municipalsamhälle. År 1965 uppgick Viby landskommun i Hallsbergs köping. Två år senare införlivades en del ur köpingen (Tångeråsa församling) samt en del ur då upplösta Svartå landskommun (Kvistbro församling) i Lekebergs landskommun.
Vid kommunreformen 1971 uppgick Lekebergs landskommun i Örebro kommun. Lekebergs kommun bildades den 1 januari 1995 genom en utbrytning ur Örebro kommun, av det området som före 1971 bildade Lekebergs landskommun,  och som åren 1983–1994 utgjorde Lekebergs kommundelsnämnd i Örebro kommun.
Kommunen ingår sedan bildandet i Örebro tingsrätts domsaga.

## Geografi
Kommunen ligger i södra delen av Örebro län, och gränsar i söder till kommunerna Hallsberg och Laxå, i väster till Degerfors, i nordväst till Karlskoga, i nordost till Örebro samt i öster till Kumla kommun. 

### Topografi och hydrografi
I kommunens landskap möts gamla kulturbygder på slätten i öster och dramatiska vildmarksterränger i nordväst. Kilsbergen bjuder på blockrika skogar och småsjöar, med Garphyttans nationalpark på dess sluttning i norr. Bergens graniter och järnmalmsförande gnejser skiljs av branta stup från Närkeslättens sedimentbergarter i öst. Klapperstrandvallar flankerar områdets högsta kustlinje vid 160 meter över havet. Forntida sjöbottnar har gett upphov till slättlandets bördiga lerjordar, med åkermark även kring Hackvad i sydöst. Skagershultamossen i sydväst står som en av södra Sveriges största högmossar, med både exploaterade och orörda områden.

### Administrativ indelning
Fram till 2016 var kommunen för befolkningsrapportering indelad i två församlingar: Edsbergs församling och Knista församling.

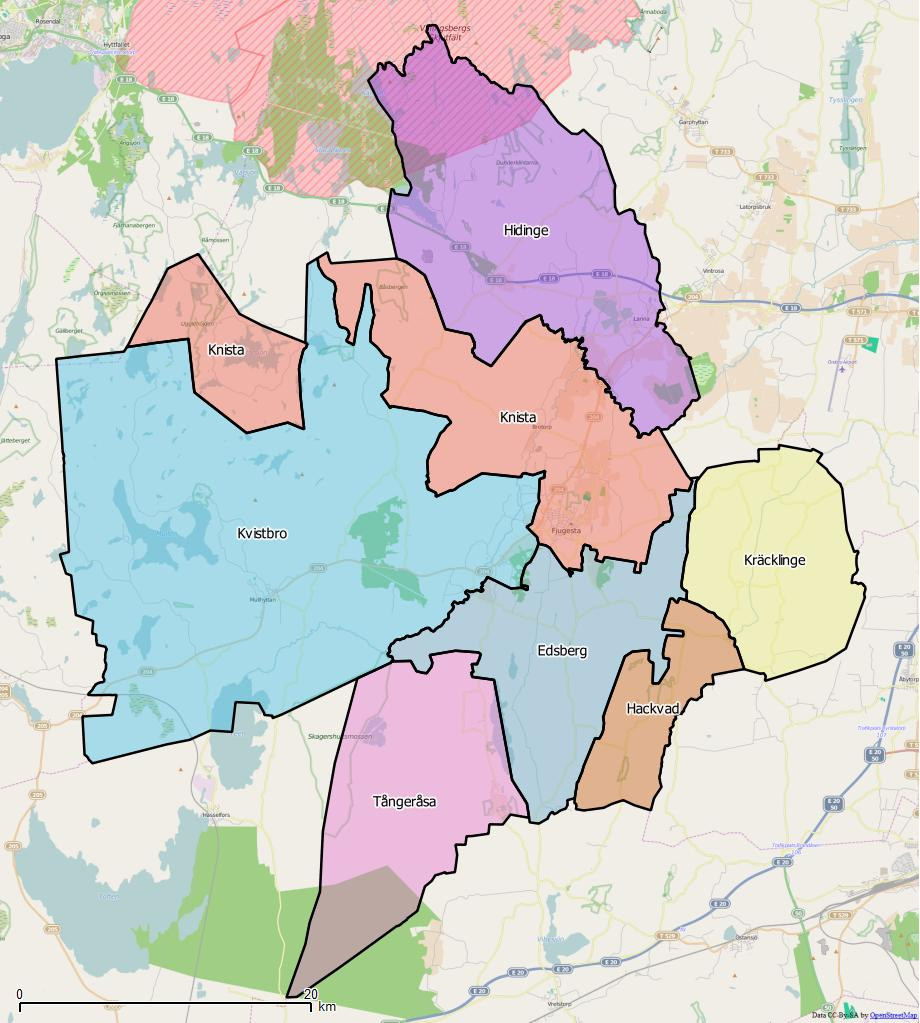
Distrikt (socknar) inom Lekebergs kommun

Från 2016 indelas kommunen istället i sju distrikt, vilka motsvarar de tidigare socknarna: Edsberg, Hackvad, Hidinge, Knista, Kräcklinge, Kvistbro och Tångeråsa.

### Tätorter
Vid Statistiska centralbyråns tätortsavgränsning den 31 december 2015 fanns det fyra tätorter i Lekebergs kommun.
| Nr | Tätort                   | Folkmängd |
| -- | ------------------------ | --------- |
| 1  | Fjugesta                 | 2 160     |
| 2  | Vintrosa (Lanna), del av | 915*      |
| 3  | Mullhyttan               | 534       |
| 3  | Gropen                   | 212       |

Centralorten är i fet stil.
Tätorten Vintrosa med totalt 2 285 invånare är delad mellan två kommuner.

## Styre och politik

### Styre
| År        | Partier | Partier | Partier | Partier | Partier | Partier |
| --------- | ------- | ------- | ------- | ------- | ------- | ------- |
| 1994–1998 | S       | C       |         |         |         |         |
| 1998–2000 | S       | C       |         |         |         |         |
| 2000–2002 | S       | M       | KD      | FP      | V       | MP      |
| 2002–2006 | S       | M       | KD      | FP      | V       | MP      |
| 2006–2010 | S       | M       | KD      | FP      | V       | MP      |
| 2010–2014 | C       | M       | KD      | FP      |         |         |
| 2014–2018 | C       | M       | KD      | FP      | MP      |         |
| 2018–2022 | C       | S       |         |         |         |         |
| 2022–2023 | M       | KD      | FL      | L       | V       |         |
| 2023–     | M       | KD      | FL      | V       |         |         |

Fram till 2000 styrdes kommunen av en koalition av Socialdemokraterna och Centerpartiet. Samarbetet upphörde och därefter styrdes kommunen 2000–2010 av en allians av Moderaterna, Socialdemokraterna, Folkpartiet, Kristdemokraterna, Miljöpartiet och Vänsterpartiet som ställde Centerpartiet i opposition.  
Vid kommunalvalet 2006 fick Sverigedemokraterna ett mandat, men mandatet blev obesatt eftersom ingen kommunmedborgares namn stod på partiets valsedlar.
Under mandatperioden 2010–2014 styrdes kommunen av Centerpartiet, Moderaterna, Kristdemokraterna och Folkpartiet. Efter valet 2014 fortsatte samarbetet och Miljöpartiet tillkom. Efter valet 2018 tillträdde en ny majoritetskoalition mellan Centerpartiet och Socialdemokraterna.  
Efter valet 2022 bildade Moderaterna, Kristdemokraterna, Framtidspartiet, Liberalerna och Vänsterpartiet ett majoritetsstyre. Kommunstyrelsens ordförande tillhör för första gången Moderaterna. Efter att Liberalerna lämnade majoriteten hösten 2023 styrs kommunen i ett minoritetsstyre. 

### Kommunfullmäktige

#### Presidium
| Presidium 2022–2026    | Presidium 2022–2026 | Presidium 2022–2026 |
| ---------------------- | ------------------- | ------------------- |
| Ordförande             | M                   | Tobias Ander        |
| Förste vice ordförande | V                   | Margareta Carlsson  |
| Andre vice ordförande  | S                   | Medina Tulic        |

#### Mandatfördelning 1994–2022
|  | 13 |  | 10 | 2 | 3 | 5 |

| 20 | 15 |

| 2 | 11 |  |  | 10 |  | 4 | 5 |

| 19 | 16 |

| 2 | 13 |  | 10 | 2 | 3 | 4 |

| 17 | 18 |

|  | 12 |  |  | 10 | 2 | 3 | 5 |

| 18 |  | 16 |

|  | 10 | 2 | 2 | 3 | 7 |  | 3 | 6 |

| 16 | 19 |

|  | 10 |  | 4 | 2 | 9 |  | 2 | 5 |

| 17 | 18 |

|  | 7 |  | 6 | 2 | 11 |  | 2 | 4 |

| 14 |  | 20 |

|  | 7 |  | 5 | 2 | 5 | 2 | 2 | 10 |

| 12 |  | 21 |

### Nämnder

#### Kommunstyrelse
Totalt har kommunstyrelsen 13 ledamöter, varav Moderaterna har 3, Kristdemokraterna 1, Framtidspartiet 1, Vänsterpartiet 1, Socialdemokraterna 3, Centerpartiet 2, Liberalerna 1 och Sverigedemokraterna 1 (numera besatt av politisk vilde).
| Presidium 2023–2026    | Presidium 2023–2026 | Presidium 2023–2026 |
| ---------------------- | ------------------- | ------------------- |
| Ordförande             | M                   | Caroline Elfors     |
| Förste vice ordförande | M                   | Peter Strömberg     |
| Andre vice ordförande  | S                   | Berth Falk          |

#### Övriga nämnder
| Nämnd                      | Ordförande | Ordförande            | Vice ordförande | Vice ordförande   | Andre vice ordförande | Andre vice ordförande |
| -------------------------- | ---------- | --------------------- | --------------- | ----------------- | --------------------- | --------------------- |
| Socialnämnden              | M          | Harriet Östgren       | KD              | Jonas Hansen      | S                     | Yvonne Hagström       |
| Barn- och bildningsnämnden | M          | Caroline Carlvier     | KD              | Joel Olsson       | S                     | Berth Falk            |
| Valnämnden                 | M          | Carl-Gustaf Lundström | V               | Kristin Östman    | S                     | Håkan Trygg           |
| Revisionen                 | S          | Birgitta Hultin       | M               | Henric Fimmerstad |                       |                       |

## Ekonomi och infrastruktur

### Näringsliv
Lantbruk är kommunens största näring, med flera kyckling- och svinuppfödare.

### Infrastruktur

#### Transporter
Kommunen genomkorsas av Europaväg 18 och länsväg 204. Genom nordvästra delen av kommunen går Bergslagsleden.

## Befolkning

### Demografi

#### Statistik
|      | Befolkning | Levande födda | Döda | Naturlig förändring | Summerat födelsetal (per 1000) | Summerat dödlighetstal (per 1000) | Naturlig förändring (per 1000) | Summerad fruktsamhet |
| ---- | ---------- | ------------- | ---- | ------------------- | ------------------------------ | --------------------------------- | ------------------------------ | -------------------- |
| 2008 | 7 111      | 107           | 73   | 34                  | 15.0                           | 10.3                              | 4.7                            | 2.99                 |
| 2009 | 7 123      | 80            | 65   | 15                  | 11.2                           | 9.1                               | 2.1                            | 2.31                 |
| 2010 | 7 134      | 114           | 77   | 37                  | 16.0                           | 10.8                              | 5.2                            | 3.10                 |
| 2011 | 7 223      | 104           | 62   | 42                  | 14.4                           | 8.6                               | 5.8                            | 2.87                 |
| 2012 | 7 298      | 76            | 58   | 18                  | 10.4                           | 7.9                               | 2.5                            | 2.02                 |
| 2013 | 7 289      | 86            | 85   | 1                   | 11.8                           | 11.7                              | 0.1                            | 2.26                 |
| 2014 | 7 363      | 94            | 70   | 24                  | 12.8                           | 9.5                               | 3.3                            | 2.44                 |
| 2015 | 7 492      | 92            | 85   | 7                   | 12.3                           | 11.3                              | 1.0                            | 2.34                 |
| 2016 | 7 636      | 88            | 71   | 17                  | 11.5                           | 9.3                               | 2.2                            | 2.10                 |
| 2017 | 7 868      | 96            | 85   | 11                  | 12.2                           | 10.8                              | 1.4                            | 2.26                 |
| 2018 | 8 116      | 115           | 68   | 47                  | 14.2                           | 8.4                               | 5.8                            | 2.46                 |

#### Befolkningsutveckling
| Befolkningsutvecklingen i Lekebergs kommun 1995–2020 | Befolkningsutvecklingen i Lekebergs kommun 1995–2020 | Befolkningsutvecklingen i Lekebergs kommun 1995–2020 | Befolkningsutvecklingen i Lekebergs kommun 1995–2020 | Befolkningsutvecklingen i Lekebergs kommun 1995–2020 |
| --- | ---------------------------------------------------- | ---------------------------------------------------- | ---------------------------------------------------- | ---------------------------------------------------- |
| |                                                      |                                                      |                                                      |                                                      |
| År |                                                      |                                                      | Folkmängd                                            |                                                      |
| 1995 | 1995                                                 |                                                      | 7 054                                                |                                                      |
| 2000 | 2000                                                 |                                                      | 7 008                                                |                                                      |
| 2005 | 2005                                                 |                                                      | 7 081                                                |                                                      |
| 2010 | 2010                                                 |                                                      | 7 134                                                |                                                      |
| 2015 | 2015                                                 |                                                      | 7 492                                                |                                                      |
| 2020 | 2020                                                 |                                                      | 8 472                                                |                                                      |
| Anm: Uppgifterna avser befolkningen den 31 december enligt den administrativa indelningen den 1 januari året efter. Kommunen bildad genom utbrytning ur Örebro kommun den 1 januari 1995. |                                                      |                                                      |                                                      |                                                      |

Lekebergs kommun hade den högsta summerade fruktsamheten för år 2010, 3,08 för kvinnor och 2,78 för män vilket var 55 respektive 52 procent högre än riksgenomsnittet.

#### Utländsk bakgrund
Den 31 december 2014 utgjorde antalet invånare med utländsk bakgrund (utrikes födda personer samt inrikes födda med två utrikes födda föräldrar) 379, eller 5,15 % av befolkningen (hela befolkningen: 7 363 den 31 december 2014). Den 31 december 2002 utgjorde antalet invånare med utländsk bakgrund enligt samma definition 321, eller 4,57 % av befolkningen (hela befolkningen: 7 027 den 31 december 2002).

#### Invånare efter de vanligaste födelseländerna
Den 31 december 2014 utgjorde folkmängden i Lekebergs kommun 7 363 personer. Av dessa var 319 personer (4,3 %) födda i ett annat land än Sverige. I denna tabell har de nordiska länderna samt de 12 länder med flest antal utrikes födda (i hela riket) tagits med. En person som inte kommer från något av de här 17 länderna har istället av Statistiska centralbyrån förts till den världsdel som deras födelseland tillhör.
| Födelseland      | Födelseland                       | Födelseland |
| ---------------- | --------------------------------- | ----------- |
| 31 december 2014 |                                   |             |
| 1                | Sverige                           | 7 044       |
| 2                | Finland                           | 70          |
| 3                | Europeiska unionen: Övriga länder | 44          |
| 4                | Asien: Övriga länder              | 33          |
| 5                | Thailand                          | 30          |
| 6                | Tyskland                          | 21          |
| 7                | Danmark                           | 20          |
| 7                | Norge                             | 20          |
| 9                | Polen                             | 15          |
| 10               | Sydamerika                        | 14          |
| 11               | Europa utom EU: Övriga länder     | 10          |
| 12               | Afrika: Övriga länder             | 7           |
| 12               | Iran                              | 7           |
| 12               | Nordamerika                       | 7           |
| 15               | Bosnien och Hercegovina           | 5           |
| 15               | Oceanien                          | 5           |
| 17               | / SFR Jugoslavien/FR Jugoslavien  | 3           |
| 17               | Turkiet                           | 3           |
| 19               | Somalia                           | 2           |
| 20               | Island                            | 1           |
| 20               | Okänt födelseland                 | 1           |
| 20               | Syrien                            | 1           |
| 23               | Afghanistan                       | 0           |
| 23               | Irak                              | 0           |
| 23               | Kina                              | 0           |
| 23               | Sovjetunionen                     | 0           |

## Kultur

### Kulturarv
Den främsta sevärdheten är Riseberga klosterruin med Riseberga bönhus.
Riksintressanta kulturmiljöer är Drumlinområdet i Närke och Lekhyttan.

### Kommunvapen
Blasonering: I svart ett rådjursansikte av guld med röda horn.
När Lekebergs kommun 1995 "återuppstod" fanns inget tidigare vapen att återanvända, utan ett helt nytt skapades. Det återgår på sigillet för Lekebergslagen.